# Beijing Symphony Orchestra

Beijing Symphony Orchestra (2018)

Das Beijing Symphony Orchestra (auf Chinesisch: 北京 交响乐团) ist ein Symphonieorchester, das 1977 in Peking (China) gegründet wurde.

## Geschichte
Das Beijing Symphony Orchestra hat in verschiedenen Ländern gespielt, vor allem in Asien und Europa.
Es ist mit diversen namhaften Künstlern aufgetreten, so etwa dem Pianisten Lang Lang und der Geigerin Sarah Chang.
Das Orchester hat zwei CDs mit dem Label EMI eingespielt.